# Steineridora loricata
Steineridora loricata är en rundmaskart som först beskrevs av Steiner 1916.  Steineridora loricata ingår i släktet Steineridora och familjen Chromadoridae. Arten är reproducerande i Sverige. Inga underarter finns listade i Catalogue of Life.